# Cédric Moubamba
Cédric Moubamba (Libreville, 14 de outubro de 1979) é um ex-futebolista profissional gabonense que atua como meia.

## Carreira
Cédric Moubamba fez parte do elenco da Seleção Gabonense de Futebol na Campeonato Africano das Nações de 2012.